# Mortonella
Mortonella is een geslacht van uitgestorven zee-egels uit de familie Protoscutellidae. Vertegenwoordigers van dit geslacht zijn slechts als fossiel bekend.